# Ткачёв, Алексей Георгиевич
Алексей Георгиевич Ткачёв (14 октября 1901, дер. Свищево, Пензенская губерния — 10 декабря 1965, Москва) — советский военный деятель, генерал-майор (1946 год).

## Начальная биография
Алексей Георгиевич Ткачёв родился 14 октября 1901 года в деревне Свищево (ныне — Спасского района Пензенской области).

## Военная служба

### Гражданская война
В январе 1920 года был призван в ряды РККА и направлен красноармейцем в 3-й Приволжский батальон, дислоцированный в Пензе. В ноябре того же года был направлен на учёбу в полковую школу 1-го стрелкового полка, после окончания которой в июне 1921 года был назначен на должность командира отделения 15-го стрелкового полка. В составе этих частей принимал участие в боевых действиях в Терской области против войск под командованием А. И. Деникина.

### Межвоенное время
В январе 1922 года был направлен на учёбу на 29-е Могилёвские пехотные курсы комсостава, после окончания которых был направлен в 85-й стрелковый полк (29-я стрелковая дивизия, Западный военный округ), где служил на должностях командира стрелкового взвода и командира взвода полковой школы.
В августе 1925 года был направлен на учёбу в Рязанскую пехотную школу, после окончания которой в октябре 1928 года был назначен на должность помощника командира роты 1-го Туркестанского стрелкового полка (1-я Туркестанская стрелковая дивизия), в октябре 1929 года — на должность курсового командира, а затем — на должность командира взвода в Объединённой Среднеазиатской военной школы.
В декабре 1931 года был назначен на должность начальника штаба батальона 5-го Краснознамённого стрелкового полка (2-я стрелковая дивизия, Среднеазиатский военный округ), который в мае 1932 года был передислоцирован в город Шепетовка и преобразован в 299-й Краснознамённый стрелковый полк. Тогда же Ткачёв был направлен на учёбу на курсы усовершенствования командного состава при 4-м управлении Штаба РККА, после окончания которых в ноябре того же года вернулся в 299-й стрелковый полк, где служил на должностях помощника начальника штаба и начальника штаба полка, в апреле 1934 года был назначен на должность помощника начальника 2-го сектора 5-го отдела штаба Украинского военного округа, а в феврале 1935 года — на должность командира батальона 8-го стрелкового полка.
Заочно окончив Военную академию имени М. В. Фрунзе, Ткачёв в январе 1936 года был назначен на должность командира роты Харьковской пехотной школы Червонных старшин им. ВУЦИК, а в марте 1937 года — на должность начальника 5-й части штаба 3-й стрелковой дивизии (Харьковский военный округ).
В июле 1938 года был направлен на Дальний Восток, где был назначен на должность начальника штаба 34-й стрелковой дивизии (2-я Отдельная Краснознамённая армия), в июне 1939 года — на должность начальника 2-го отделения штаба 18-го стрелкового корпуса, в июле 1940 года — на должность старшего преподавателя тактики курсов усовершенствования командного состава инженерных войск Дальневосточного фронта, а в апреле 1941 года — на должность преподавателя кафедры оперативно-тактической подготовки Высшей спецшколы Генштаба РККА.

### Великая Отечественная война
С началом войны находился на прежней должности.
В июле 1941 года был назначен на должность начальника отделения оперативного отдела штаба 16-й армии (Забайкальский военный округ), а в августе — на должность начальника отдела боевой подготовки этой же армии, передислоцированной в район Смоленска, после чего принимал участие в боевых действиях в ходе Смоленского сражения, а с октября — в битве под Москвой. В начале октября во время боевых действий в районе Вязьмы и из-за угрозы окружения армия отступила на Можайскую линию обороны, где принимала участие в боевых действиях в ходе Можайско-Малоярославецкой и Клинско-Солнечногорской оборонительных операций, а с переходом армии в наступательные боевые действия в ходе Клинско-Солнечногорской наступательной операции, а в январе 1942 года — на гжатском направлении.
В марте 1943 года был назначен на должность начальника штаба 45-го стрелкового корпуса, который принимал участие в боевых действиях в ходе Ржевско-Вяземской наступательной операции и освобождении города Сычёвка, а в сентябре — октябре в ходе Смоленско-Рославльской наступательной операции участвовал в освобождении городов Ярцево и Смоленск, а также правого берега Днепра южнее города Сутоки.
В январе 1944 года Ткачёв был направлен в распоряжение Военного совета 31-й армии, и в период с 22 января по 3 февраля временно исполнял должность командира 114-го стрелкового корпуса, который с октября 1943 по январь 1944 года находился на формировании в составе армии. В феврале того же года был назначен на должность начальника штаба этого же корпуса, который принимал участие в боевых действиях в ходе Полесской и Люблин-Брестской наступательных операций.
С конца июля 1944 года исполнял должность начальника оперативного отдела штаба 28-й армии, которая принимала участие в ходе Люблин-Брестской наступательной операции, однако в сентябре того же года был вновь назначен на должность начальника штаба 114-го стрелкового корпуса, который принимал участие в боевых действиях во время Восточно-Прусской, Млавско-Эльбингской и Восточно-Померанской наступательных операций, а также в освобождении городов Модлин, Бромберг, Данциг и др. Во время Берлинской наступательной операции корпус вёл боевые действия по направлению на города Нёйбранденбург и Висмар, а затем выполнял задачи по охране и обороне побережья Балтийского моря в районе Штеттина.

### Послевоенная карьера
После окончания войны находился на прежней должности.
В октябре 1945 года был назначен на должность начальника штаба 40-го гвардейского стрелкового корпуса (Группа советских войск в Германии), однако с февраля 1946 года состоял в распоряжении Военного совета Воронежского военного округа, затем Главного управления кадров НКО и в апреле того же года был назначен на должность начальника кафедры оперативного искусства и тактики в Военном институте иностранных языков Красной Армии, а в мае 1947 года — на должность старшего преподавателя и одновременно тактического руководителя учебной группы основного факультета Военной академии имени М. В. Фрунзе.
Генерал-майор Алексей Георгиевич Ткачёв в январе 1952 года вышел в запас. Умер 10 декабря 1965 года в Москве.

## Награды
- Орден Ленина;
- Три ордена Красного Знамени;
- Орден Суворова 2 степени;
- Орден Кутузова 2 степени;
- Орден Отечественной войны 1 степени;
- Медали.